# Tong Yabgu Khagán
Tong Yabghu Khagan, más néven Tong Yabghu, i. sz. 618 és 628 között a Nyugati-török Khaganátus khagánja volt. Uralkodását általában a Nyugati Köktürk Khaganátus csúcspontjának tekintik.

## Története

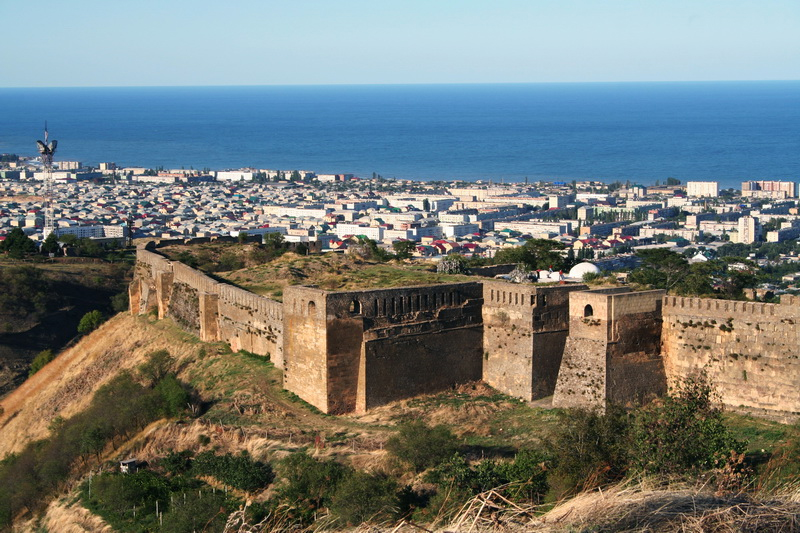
Az erőd Derbentben

Tong Yabghu khagan, aki i. sz. 618 és 628 között uralkodott szoros kapcsolatokat ápolt a kínai Tang-dinasztiával, és valószínűleg beházasodott a császári családba is. Hszüan-cang (Xuanzang) kínai buddhista zarándok meglátogatta a nyugati köktürk fővárost, Suyabot és leírást hagyott a khagánról. A tudósok úgy vélik, hogy ez az általa leírt khagán Tong Yabghu volt.
Hszüan-cang a következőképpen jellemezte a khagánt:
"A kán zöld szatén köntöst viselt; tíz láb hosszú haja szabad volt. Egy fehér selyemszalag tekeredett a homlokára, és lógott le mögötte. A jelenlét szolgálói, szám szerint kétszázan, mindannyian hímzett köntöst viseltek, jobbra és balra álltak. Katonai kíséretének többi része szőrmébe, sergebe és finom gyapjúba volt öltözve, a lándzsák, a zászlók és az íjak rendben voltak, a tevék és lovak lovasainak sora pedig messze elnyúlt".
A Tang dinasztia régi könyve szerint Tong Yabghu uralkodását egykor a nyugati Köktürk Khaganatus aranykorának tekintették:
"Tong Yehu Kaghan bátor és ügyes ember. Jó a háború művészetében. Így irányította északon a Tiele törzseket, nyugaton szembeszállt Perzsiával, délen pedig Kasmírral (a mai Kasmírral) kötötte össze a kapcsolatot. Minden ország alá tartozik neki. Emberek tízezreit irányította nyilakkal és íjakkal, megalapozva hatalmát a nyugati régió felett. Elfoglalta Wusun földjét, és sátrát Taskenttől északra lévő Qianquanba költöztette. A nyugati régió valamennyi fejedelme felvette Jielifa török hivatalát. Tong Yehu Kaghan egy tutunt is küldött, hogy figyelje őket a kiszabás miatt. A nyugati törökök hatalma még soha nem ért el ilyen állapotot."

## Perzsia elleni hadjáratai

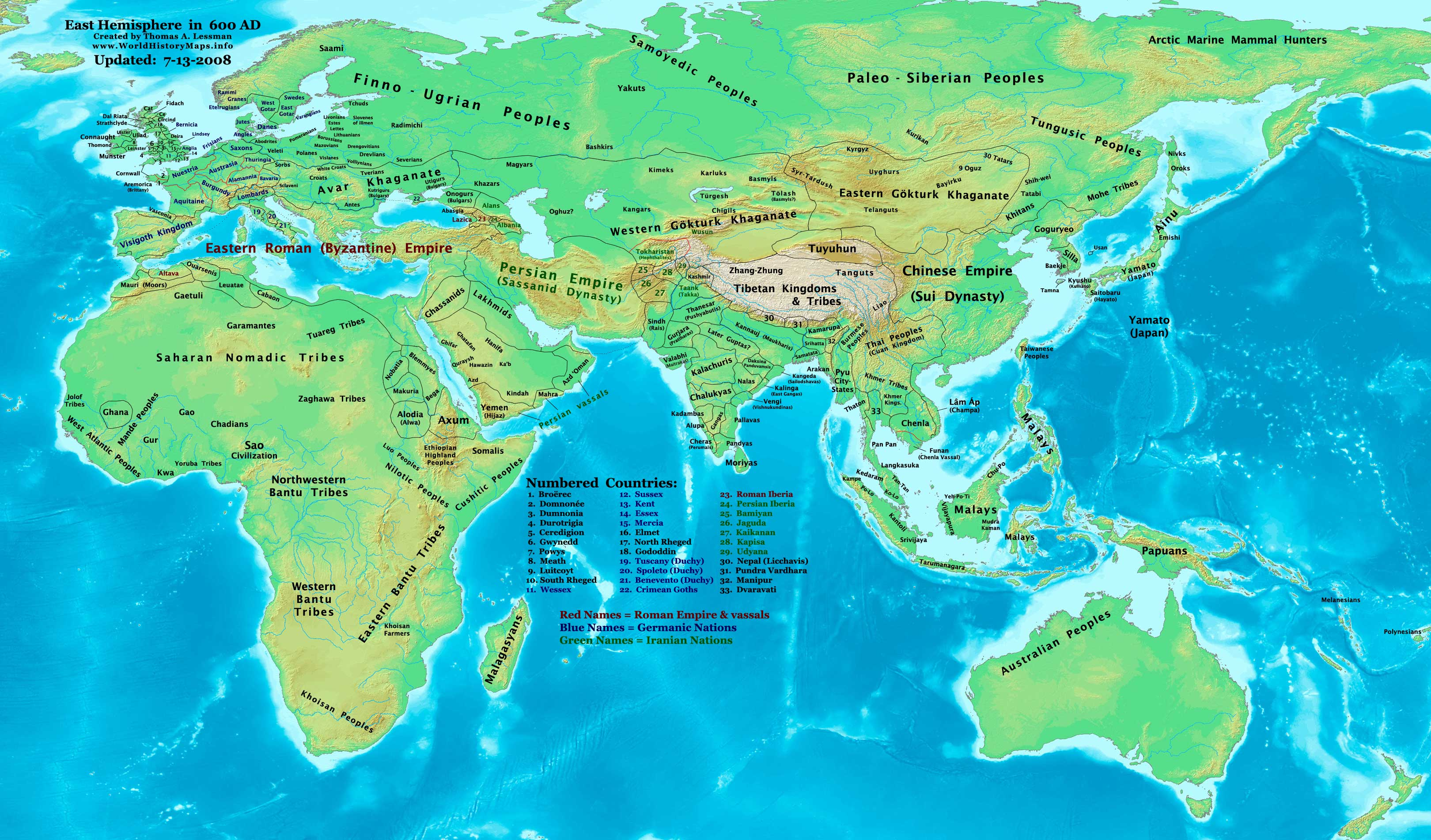
A köktürk kaganátus i. sz. 600 körül

Derbent erődje az északról érkező nomádok elleni védelem érdekében épült és létfontosságú szerepet játszott Tong Yabghu Kagán Perzsia elleni hadjáratában.
Tong Yabghu birodalma az iráni szászánidákkal harcolt. A 620-as évek elején a khagán unokaöccse, Böri Shad több rajtaütést is vezetett a Kaukázuson át perzsa területre. 
Sok tudós Tong Yabghut a bizánci forrásokban említett Ziebelként azonosította, aki (a kazárok khagánjaként) Hérakleusz császárral együtt kampányolt a Kaukázusban a Szászánida Perzsa Birodalom ellen 627–628-ban. A tudósok egy csoportja, köztük Chavannes, Uchida, Gao és Xue Zhongzeng régóta úgy véli, hogy Tong Yabghu nem azonosítható egyértelműen Ziebellel (vagy bármely kazár uralkodóval), és valószínűleg már 626-ban meghalt. A legújabb e témával kapcsolatos kutatások is igazolják ezt a feltevést: ha Tong valóban meghalt 628-ban, Ziebel Sipi khagánnal, Tong Yabghu nagybátyjával azonosítható, aki meggyilkolta, és rövid időre trónra emelkedett. Sipit akkoriban Zibilnek nevezték, és egy kis khagán volt, Tong Yabghu birodalmának nyugati részének felelőse, ugyanúgy, mint Ziebel a bizánci források szerint. Ziebelt a bizánci források Tong testvéreként, a kínai források pedig nagybátyjaként írják le, ez az eltérés sokáig kizárta azonosítását. A nagybácsi és a bátyja azonban ugyanaz a szó az ótörökben, az äçi, és a kínai források ezt a kettős jelentést nem tudták visszaadni nagyon pontos rokoni névrendszerükkel.

## Kormányzása
Tong Yabghu kormányzókat vagy tudunokat nevezett ki az uralma alá tartozó törzsek és népek irányítására. Valószínűleg Tong Yabghu unokaöccse, Böri Shad és Zibil/Ziebel fia voltak a legnyugatibb törzsek parancsnokai a nyugati köktürkökhöz való hűségnek köszönhetően; a családnak ez az ága szállíthatta a kazárokat első khagánjaikkal a hetedik század közepén.

## Halála
Tong Yabghu khagánt 630 körül Külüg Sibir, nagybátyja gyilkolta meg. Tong Yabghu halála után a nyugati köktürkök ereje nagyrészt összeomlott. Bár a khaganátus mégnéhány évtizedig fennmaradt, mielőtt a Kínai Birodalom alá kerültnvolna, számos törzs vált függetlenné, és számos utódállam, köztük a Kazár Kaganátus és Nagy Bulgária is.

## Családja
Tong Yabghu khagánnak legalább 2 fia volt ismert:
- Si Yabghu
- Tardush Shad (達頭设) – tokharisztáni Yabgu